# Krister Aunan
Krister Aunan (Stavanger, 25 dicembre 1987) è un calciatore norvegese, difensore del Randaberg.

## Carriera

### Club
Aunan ha giocato nelle giovanili del Randaberg, debuttando successivamente anche in prima squadra, militante in 3. divisjon (quarto livello del campionato norvegese). Nel campionato 2007 è arrivata la promozione in 2. divisjon, con Aunan che è rimasto in forza al Randaberg per un ulteriore biennio.
In data 17 dicembre 2009, è stato reso noto il trasferimento di Aunan dal Randaberg allo Strømsgodset, a partire dal 1º gennaio successivo. Ha esordito per il nuovo club il 14 marzo 2010, quando è stato titolare nel successo per 2-0 sul Kongsvinger. Il 29 agosto dello stesso anno ha segnato la prima rete nell'Eliteserien, ai danni del Sandefjord, in un match che si è concluso con un successo esterno della sua squadra per 0-3.
Il 22 marzo 2012 è passato con la formula del prestito al Bærum, club neopromosso in 1. divisjon. Ha esordito con questa maglia il 9 aprile, schierato titolare nel pareggio casalingo per 3-3 contro il Bodø/Glimt. Rimasto in squadra fino all'estate, ha poi fatto ritorno allo Strømsgodset per fine prestito, senza totalizzare alcuna altra presenza in squadra.
Nel 2013, svincolatosi dallo Strømsgodset, si è trasferito al Vidar. Ha disputato il primo incontro in squadra il 25 maggio, nella sconfitta casalinga per 0-5 contro il Vindbjart. Ha disputato 12 partite in squadra, nel corso di quella stagione.
Il 31 gennaio 2014, fece ritorno al Randaberg.

## Statistiche

### Presenze e reti nei club
Statistiche aggiornate al 31 dicembre 2016.
| Stagione            | Club                | Campionato          | Campionato | Campionato | Coppe nazionali | Coppe nazionali | Coppe nazionali | Coppe continentali | Coppe continentali | Coppe continentali | Supercoppe | Supercoppe | Supercoppe | Totale | Totale |
| Stagione            | Club                | Comp                | Pres       | Reti       | Comp            | Pres            | Reti            | Comp               | Pres               | Reti               | Comp       | Pres       | Reti       | Pres   | Reti   |
| ------------------- | ------------------- | ------------------- | ---------- | ---------- | --------------- | --------------- | --------------- | ------------------ | ------------------ | ------------------ | ---------- | ---------- | ---------- | ------ | ------ |
| 2004                | Randaberg           | 3D                  | ?          | ?          | CN              | ?               | ?               | -                  | -                  | -                  | -          | -          | -          | ?      | ?      |
| 2005                | Randaberg           | 3D                  | ?          | ?          | CN              | ?               | ?               | -                  | -                  | -                  | -          | -          | -          | ?      | ?      |
| 2006                | Randaberg           | 3D                  | ?          | ?          | CN              | ?               | ?               | -                  | -                  | -                  | -          | -          | -          | ?      | ?      |
| 2007                | Randaberg           | 3D                  | ?          | ?          | CN              | ?               | ?               | -                  | -                  | -                  | -          | -          | -          | ?      | ?      |
| 2008                | Randaberg           | 2D                  | ?          | ?          | CN              | ?               | ?               | -                  | -                  | -                  | -          | -          | -          | ?      | ?      |
| 2009                | Randaberg           | 2D                  | ?          | ?          | CN              | ?               | ?               | -                  | -                  | -                  | -          | -          | -          | ?      | ?      |
| 2010                | Strømsgodset        | ES                  | 20         | 1          | CN              | 4               | 0               | -                  | -                  | -                  | -          | -          | -          | 24     | 1      |
| 2011                | Strømsgodset        | ES                  | 13         | 0          | CN              | 2               | 0               | UEL                | 0                  | 0                  | -          | -          | -          | 15     | 0      |
| mar.-ago. 2012      | Bærum               | 1D                  | 8          | 0          | CN              | 2               | 0               | -                  | -                  | -                  | -          | -          | -          | 10     | 0      |
| ago.-dic. 2012      | Strømsgodset        | ES                  | 0          | 0          | CN              | 0               | 0               | -                  | -                  | -                  | -          | -          | -          | 0      | 0      |
| Totale Strømsgodset | Totale Strømsgodset | Totale Strømsgodset | 33         | 1          |                 | 6               | 0               |                    | 0                  | 0                  |            | -          | -          | 39     | 1      |
| 2013                | Vidar               | 2D                  | 12         | 0          | CN              | 0               | 0               | -                  | -                  | -                  | -          | -          | -          | 12     | 0      |
| 2014                | Randaberg           | 3D                  | 19         | 1          | CN              | 1               | 0               | -                  | -                  | -                  | -          | -          | -          | 20     | 1      |
| 2015                | Randaberg           | 3D                  | 18         | 0          | CN              | 3               | 1               | -                  | -                  | -                  | -          | -          | -          | 21     | 1      |
| 2016                | Randaberg           | 3D                  | 16         | 1          | CN              | 1               | 0               | -                  | -                  | -                  | -          | -          | -          | 17     | 1      |
| 2017                | Randaberg           | 4D                  | 0          | 0          | CN              | 0               | 0               | -                  | -                  | -                  | -          | -          | -          | 0      | 0\     |
| Totale Randaberg    | Totale Randaberg    | Totale Randaberg    | 53+        | 2+         |                 | 5+              | 1+              |                    | -                  | -                  |            | -          | -          | 58+    | 3+     |
| Totale              | Totale              | Totale              | 33         | 7          |                 | 4               | 1               |                    | 7                  | 0                  |            | -          | -          | 44     | 8      |

## Palmarès

### Club
- Coppa di Norvegia: 1

Strømsgodset: 2010